# Sylvia Steiner
Sylvia Steiner (São Paulo, 19 januari 1953) is een Braziliaans jurist. Ze begon haar carrière als advocaat, werkte vervolgens voor het openbare ministerie en was daarna rechter van het beroepsgerecht van São Paulo. Ze nam deel aan verschillende delegaties tijdens internationale conferenties en is sinds 2003 rechter van het Internationale Strafhof.

## Levensloop
Steiner studeerde rechten aan de Universiteit van São Paulo en specialiseerde zich in strafrecht aan de Universiteit van Brasilia. Vervolgens behaalde ze haar Master of Laws aan de Universiteit van São Paulo op het gebied van internationaal recht.
Aansluitend werkte ze tot 1982 als advocaat en daarna tot 1995 voor het Braziliaanse openbare ministerie. Verder was ze vier jaar lang lid en vicepresident van de gevangenisraad van São Paulo en vanaf 1995 federaal rechter van het beroepsgerecht van São Paulo. Van 1999 tot 2001 was ze lid van de Braziliaanse delegatie tijdens de voorbereidingen op de oprichting van het Internationale Strafhof en tijdens de eerste vergadering van de verdragspartijen ervan in 2002.
Vanaf 2003 was ze een van de eerste achttien rechters van het Internationale Strafhof in Den Haag voor een termijn van negen jaar. Hier nam ze de leiding over de preliminaire kamer en is ze lid van de eerste kamer met de bevoegdheid over de Congolese Burgeroorlog en het conflict in Darfur.
Steiner is verder medeoprichter van het Braziliaanse instituut voor criminologie en plaatsvervangend directeur van het vakblad Brazilian Criminal Sciences Journal. Daarnaast is ze lid van de uitvoerende raad van de Braziliaanse afdeling van de International Commission of Jurists.